# Lobules du testicule
La structure glandulaire du testicule est constituée de nombreux lobules.
Leur nombre, dans un seul testicule, est estimé par Berres à 250, et par Krause à 400. Des études anatomiques ont démontré des chiffres de 250 à 290. 
Ils diffèrent en taille selon leur position, ceux du milieu de la glande étant plus gros et plus longs.
Les lobules sont de forme conique, la base étant dirigée vers la circonférence de l'organe, l'apex vers le testicule médiastin.
Chaque lobule est contenu dans l'un des intervalles entre les septa fibreux qui s'étendent entre le testicule du médiastin et la tunique albuginée, et se compose d'un à trois, ou plus, de minuscules tubes contournés, les tubuli seminiferi.

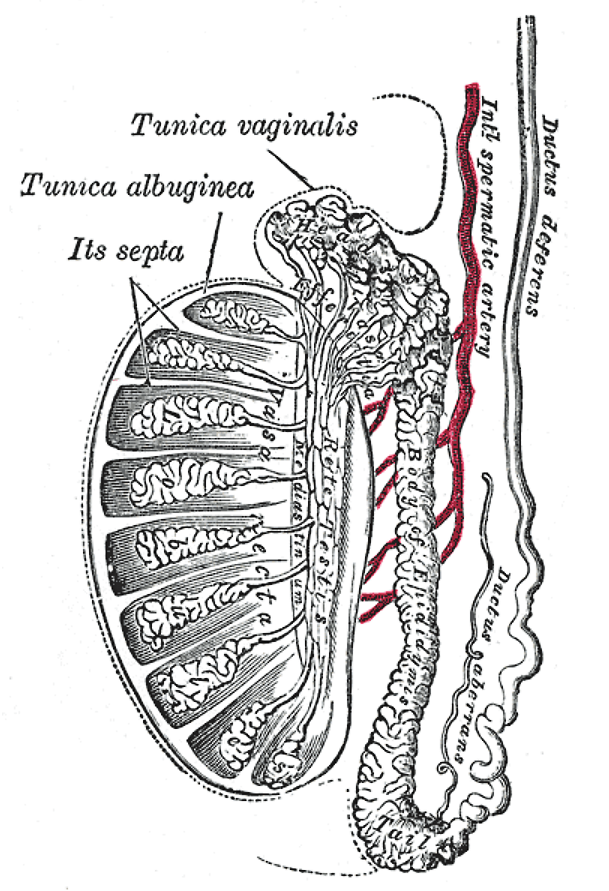
Coupe verticale du testicule, pour montrer la disposition des conduits.

## Sources et références
Cet article comprend du texte dans le domaine public issu de la 20e édition de Gray's Anatomy (1918).
1. ↑  SC. Basu, Male Reproductive Dysfunction, Jaypee Brothers Publishers, 2011, 16 p. (ISBN 978-93-5025-703-6, lire en ligne)
2. ↑  (de) Countouris et Holstein, AF, « [How many testicular lobules does a human testicle contain? Reexamination of an old problem]. », Andrologia, vol. 17, no 6,‎ nov–dec 1985, p. 525–31 (PMID 4083540, DOI 10.1111/j.1439-0272.1985.tb01707.x, S2CID 86699538)